# Eliseo Herrero
Eliseo Herrero fue un actor de reparto de nacionalidad española radicado en Argentina.

## Carrera
Herrero fue un gran actor de reparto que surgió en la época dorada de la cinematografía argentina, desde 1940 hasta 1960. Su debut se dio con Cita en la frontera, una película dirigida por Mario Soffici y protagonizada por Orestes Caviglia, Floren Delbene y María Esther Duckse. Se despidió de la pantalla grande con Yo quiero vivir contigo con la dirección de Carlos Rinaldi y las actuaciones estelares de  Alberto de Mendoza, Nelly Meden y Guillermo Battaglia.
Ya sea en personajes simples como la de un conserje, un lechero o un amigo, se lució junto a grandes figuras del ambiente artístico como Mirtha Legrand, José Cibrián, Fanny Navarro, Tita Merello, Mecha Ortiz y Hugo del Carril, entre otros.
Trabajó para directores de gran trayectoria como Carlos Schlieper, Daniel Tinayre, Luis Bayón Herrera, Antonio Momplet y Juan Sires.

## Filmografía
- 1960: Yo quiero vivir contigo
- 1956: El sonámbulo que quería dormir
- 1952: Deshonra
- 1951: El pendiente
- 1950: Arroz con leche
- 1945: Llegó la niña Ramona
- 1944: Los dos rivales
- 1941: Persona honrada se necesita
- 1941: La canción de los barrios
- 1941: Novios para las muchachas
- 1940: Cita en la frontera